# Siphanta eberhardi
Siphanta eberhardi är en insektsart som beskrevs av Fletcher 1985. Siphanta eberhardi ingår i släktet Siphanta och familjen Flatidae. Inga underarter finns listade i Catalogue of Life.